# Mini-mental state examination
La Mini prueba del estado mental (también llamado Mini Examen del Estado Mental, en inglés Mini-mental state examination (por sus siglas MMSE)), es un método muy utilizado para detectar el deterioro cognitivo y vigilar su evolución en pacientes con alteraciones neurológicas, especialmente en ancianos. Su práctica toma únicamente entre 5 y 10 minutos, por lo que es ideal para aplicarse en forma repetida y rutinaria.
Fue desarrollado por Marshal F. Folstein, en 1975 como un método para establecer el estado cognoscitivo del paciente y poder detectar demencia o delirium.
Es una herramienta de tamizaje, es decir, de evaluación rápida que permite sospechar déficit cognitivo, sin embargo, no permite detallar el dominio alterado ni conocer la causa del padecimiento, por lo que nunca debe utilizarse para reemplazar a una evaluación clínica completa del estado mental.

## La prueba
Es un cuestionario de 30 preguntas agrupadas en 10 secciones donde las características esenciales que se evalúan son:
- Orientación espacio temporal
- Capacidad de atención, concentración y memoria
- Capacidad de abstracción (cálculo)
- Capacidad de lenguaje y percepción viso-espacial
- Capacidad para seguir instrucciones básicas

Se recomienda aplicarla en un lugar propicio, confortable y libre de distractores o intrusiones; que se realice de forma individual y sin limitar el tiempo que el sujeto tarda en responder.

### Método
El examinador, que deberá estar familiarizado con la prueba y con las instrucciones referentes a las diferentes escalas, deberá realizar la entrevista con el paciente previo a la aplicación de la prueba. Debe leer las instrucciones al paciente de forma textual y precisa al examinado. Si el paciente corrige una respuesta, debe darse crédito a la respuesta correcta. Antes de comenzar el mini examen debe tomarse nota del Nombre completo del paciente, su edad y su escolaridad, y preguntar al paciente si tiene algún problema con su memoria.

#### Formato
1. Orientación en tiempo (5 puntos): Se pregunta el día de la semana, fecha, mes, año y estación del año. Se otorga un punto por cada respuesta correcta. Se puede considerar correcta la fecha con diferencia de 2 días
2. Orientación en lugar (5 puntos): Se pregunta el lugar de la entrevista, hospital, ciudad, provincia y país. Se otorga un punto por cada respuesta correcta.
3. Registro de 3 palabras (3 puntos): Se pide al paciente que escuche atentamente a las tres palabras que se le mencionarán (usualmente casa, zapato y papel) y tiene que repetirlas. Se le avisa que más tarde se le preguntarán de nuevo. Se otorga un punto por cada palabra correcta.
4. Atención y cálculo (5 puntos): Se pide que reste a 100 el número 7 y continúe restando de su anterior respuesta hasta que el explorador lo detenga. Por cada respuesta correcta se otorga un punto, y debe detenerse después de 5 repeticiones correctas.
5. Evocación (3 puntos): Se le pide que repita los objetos nombrados anteriormente. Por cada repetición correcta se otorga un punto
6. Nominación (2 puntos): Se muestra un lapicero y un reloj, el paciente debe nombrarlos. Se otorga un punto por cada respuesta correcta.
7. Repetición (1 punto): Se pide al paciente que repita la siguiente oración: "Tres perros en un trigal", se otorga un punto si puede realizar la acción
8. Comprensión (3 puntos): Se le indican tres órdenes simples que pueda realizar. Por ejemplo, Tome el papel con su mano derecha, doblelo a la mitad y póngalo en el suelo. Se otorga un punto por cada acción correcta
9. Lectura (1 punto) Se solicita al paciente que lea la orden "Cierre los ojos" (escrita previamente) y la obedezca. No debe decirlo en voz alta y solo puede explicársele una vez
10. Escritura (1 punto): Se pide al paciente que escriba una oración, que debe tener sujeto y predicado. Se otorga 1 punto si la oración tiene sentido.
11. Dibujo (1 punto): Debe copiar un dibujo simple de dos pentágonos cruzados (véase imagen anterior). Se considera correcto si su respuesta tiene dos figuras de 5 lados y su cruce tiene 4 lados.

### Interpretación
La puntuación determina la normalidad o el grado de deterioro que puede sufrir una persona. Al calificarse se puntúa cada respuesta de acuerdo al protocolo y  se suma el puntaje obtenido por todas las respuestas. Si el paciente no puede responder una pregunta por una causa no atribuible a enfermedad relacionada con el estado mental (el paciente no sabe leer y se le pide que lo haga) debe eliminarse y se obtendrá la relación proporcional al resultado máximo posible.
Los resultados dependen de la puntuación alcanzada una vez terminada la prueba.
Entre 30 y 27: Sin Deterioro.
Entre 26 y 25: Dudoso o Posible Deterioro.
Entre 24 y 10: Demencia Leve a Moderada.
Entre 9 y 6: Demencia Moderada a Severa.
Menos de 6: Demencia Severa.
Como se ha comentado, esta prueba no puede definir un diagnóstico y debe estar acompañada por la entrevista clínica, exploración física y pruebas complementarias.

### Limitaciones
Esta prueba está limitada por situaciones como las siguientes, donde no se considera la existencia de un estado demencial:
1. Depresión.
2. Ingestión de algún fármaco como el etanol.
3. Problemas metabólicos.
4. Deprivaciones ambientales.
5. Alcoholismo.
6. Infecciones: Meningitis, Encefalitis..
7. Problemas de nutrición como la disminución de vitaminas B6 y B12.
8. Hemorragia subaracnoidea
9. Niveles de minusvalía
10. Poblaciones sin habilidad lectoescritora (pacientes con analfabetismo, sordera, afonía)

## Validez
Creada en 1975 por Folstein y sus colaboradores, el uso del MMSE ha adquirido gran popularidad en el ámbito clínico, pues permite identificar rápidamente a pacientes con déficits cognitivos importantes. Sin embargo la prueba también tiene sus limitaciones, especialmente debido a que depende en respuestas verbales y escritas, lo que puede ser una limitación importante para pacientes ciegos, sordos, intubados o analfabetos.